# Стадион Квинс парк овал
Стадион Квинс парк овал (енгл. Queen's Park Oval) је крикет стадион у граду Порт ов Спејн, Тринидад и Тобаго. Овал је други највећи стадион на Тринидаду и Тобагу (после стадиона Хесли Крафорд), а налази се у његовом главном граду, Порт ов Спејн.
Сматра се највећим игралиштем за крикет на Антилима и дом је највећег броја крикет утакмица у овој области. Био је и домаћин Светског првенства у крикету 2007. Национална репрезентација у крикету редовно користи овај терен за своје утакмице. Првобитно се звао Крикет клуб Квин'с Парк и има максимални капацитет од 25.000 људи.

Упркос својој оригиналној концепцији, био је домаћин неколико домаћих и међународних фудбалских утакмица, укључујући и нокаут утакмице за своју репрезентацију. У фебруару 2010. америчка певачица Бијонсе Ноулс појавила се на овој бини у емисији са распродатим улазницама. Упркос феноменалној потражњи за улазницама, представа је на крају премештена у Квин'с Парк Савана, јер је нудила боље услове за велику публику због свог широког отвореног простора.
Садржаји које нуди стадион за крикет укључују теретану, затворене или отворене салоне за вежбање крикета, две сале за сквош и две затворене тениске сале.
Терен се сматра једним од најживописнијих простора у свету крикета, пружајући веома близак поглед на околне планине.